# Glochidion ponapense
Glochidion ponapense là một loài thực vật có hoa trong họ Diệp hạ châu. Loài này được Hosok. mô tả khoa học đầu tiên năm 1935.